# バリー・アダムソン
バリー・アダムソン（Barry Adamson、1958年6月11日 - ）は、イギリス・マンチェスター出身のミュージシャン、映画音楽作曲家。

## 来歴

### 生い立ち
1958年、マンチェスターのモス・サイドというインナーシティに生まれる。10歳で自身最初の曲「Brain Pain」を書き上げた。アリス・クーパーやモータウン、デヴィッド・ボウイなどを熱心に聴くようになる。

### バンド活動
高校卒業後にストックポート・アート・カレッジに進学、グラフィックデザインを学び始めるが、70年代後半のパンク・ロックムーブメントに触発され大学をドロップアウトし、マガジンにベーシストとして加入した。また一時的にバズコックスのメンバーとしても加入している。マガジン在籍中にはマガジンでの活動と並行して他のマガジンのメンバーと共にヴィサージに加入、『ヴィサージ』『アンヴィル』のレコーディングに参加した。

### 映画音楽家として
1983年にニック・ケイヴ・アンド・ザ・バッド・シーズに加入、1986年まで在籍し、4枚のアルバムのレコーディングに参加、その後はソロ活動に専念する。1988年にEPを発表し、翌1989年に1stソロ『Moss Side Story』という架空の映画のためのサウンドトラックをリリースした。1991年リリースの2ndソロアルバムは「Delusion」という実際の映画のサウンドトラックだった。1992年リリースの『Soul Murder』は同年のマーキュリー賞の受賞候補作に挙げられた。その後、彼をお気に入りの作曲家と話す映画監督デヴィッド・リンチに口説かれ「ロスト・ハイウェイ」（1997年）へ楽曲を提供。また「ザ・ビーチ」（2000年）等の映画に楽曲提供している。1998年の『As Above, So Below』以降の作品は彼自身の歌を聴かせるヴォーカルアルバムへと変化し、バリトンの歌声を披露。近年はアルバム発表に合わせた精力的なライヴ活動を行ってもいる。
その多才ぶりから、DVD（Real Life+Thereafter）のメンバー紹介にて、デヴォートから ”Monumental, Mr.Barry Adamson! ” と紹介されている。
2010年10月、自身が初めて監督している映画の製作に専念するため、マガジンを脱退。